# Rachel (Michel-Ange)
Pour les articles homonymes, voir Rachel (homonymie).
Rachel est une sculpture de Michel-Ange, intégrée au Tombeau de Jules II dans la Basilique Saint-Pierre-aux-Liens à Rome.
Rachel est le symbole de la vie contemplative.

## Histoire
La statue de Rachel, et celle de Léa (les filles de Laban), ont été commandées à  Michel-Ange pour la version de 1536 du projet de  Tombeau de  Jules II, souvent remanié en quarante ans. Elles devaient, à plus petite échelle, remplacer les statues des Esclaves. Elles encadrent le Moïse, placées au niveau inférieur.